# Calypogeia afrocaerulea
Calypogeia afrocaerulea là một loài rêu trong họ Calypogeiaceae. Loài này được E.W. Jones mô tả khoa học đầu tiên năm 1976.